# Einsatz in Hamburg – Tödliches Spiel
Tödliches Spiel ist ein deutscher Fernsehfilm unter der Regie von Marcus O. Rosenmüller aus dem Jahr 2008. Es handelt sich um den elften Film der ZDF-Kriminalfilmreihe Einsatz in Hamburg mit Aglaia Szyskowitz in der Hauptrolle als Kommissarin Jenny Berlin.

## Handlung
Der Apotheker Gerhard Wunder wird an einem Samstag von einem Nachbarn erschossen im Stadtteil St. Pauli aufgefunden. Kommissarin Jenny Berlin nimmt mit ihrem Team die Ermittlungen auf. Sie befragt unter anderem Wunders Angestellte Silke Stahl, die von ihrem Vorgesetzten eine Abmahnung erhalten sollte, die die Ermittler zerrissen in der Hosentasche des Toten gefunden haben. Da nicht sicher ist, ob Stahl davon wusste, ist sie tatverdächtig. Ihre Familie, die sehr eng zusammenhält, gibt ihr allerdings für die Tatzeit ein Alibi. Bei einer Schlägerei unter Fußballfans wird Silkes Schwester Naomi so schwer verletzt, dass sie später an den Folgen stirbt. Da Berlin und Wolfer Zeugen des Übergriffs wurden, können sie den Verantwortlichen schnell ermitteln, sodass dieser zeitnah festgenommen werden kann. Berlin geht das ganze sehr nah und sie schämt sich fast dafür, gegen Silka Stahl zu ermitteln. Später stellt sich heraus, dass Naomi einen angeborenen Herzfehler hatte und ihr jemand offensichtlich ein Medikament in ihre Trinkflasche getan hatte, was bei ihr tödlich wirkte. Berlin vermutet, dass der Mix nicht für Naomi gedacht war, sondern für ihren Bruder, der als aktiver Fußballspieler kurz davor war in die Profiliga aufgenommen zu werden. Sein direkter Konkurrent ist Kevin Brandes, dessen Vater derart ehrgeizig ist, dass er für die Sportkarriere seines Sohnes bereit ist alles zu tun. Als er von Berlin befragt wird, gibt er am Ende zu, auf die Idee gekommen sei ein Medikament zu benutzen, von dem er gehört hatte, dass es einen Erwachsenen kurzfristig schwächen könnte. Damit wollte er Raffael Stahl für das anstehende Spiel schwächen. Das Medikament hätte er sich in Wunders Apotheke besorgen wollen, wurde dabei aber von dem Inhaber überrascht. Da dieser eine Pistole besaß und ihn damit bedrohte, wehrte er sich und im Handgemenge hätte sich der tödliche Schuss gelöst. Horst Brandes wird nach seinem Geständnis festgenommen.

## Hintergrund
Die Dreharbeiten fanden vom 27. März 2008 bis 28. April 2008 in Hamburg und Umgebung statt. Der Film wurde am 20. September 2008 um 20:15 Uhr im ZDF erstausgestrahlt.

## Kritik
Bei quotenmeter.de wertete Fabian Riedner sehr kritisch: „Der neue Fall ‚Tödliches Spiel‘ dreht sich um einen Mordfall im Hamburger Stadtbezirk St. Pauli. Damit noch ein bisschen Pepp hineinkommt, schrieben die Autoren Stefan Cantz und Jan Hinter noch eine Geschichte um den Hamburger Fußball und die Rivalitäten vom 1. FC St. Pauli und dem HSV hinein. Dass es da mit Emotionen und Ausschreitungen zugeht, sollte allen klar sein. Jedoch übertreiben es Cantz und Hinter völlig. Plötzlich steht das Fußballspiel im Vordergrund und die Ermittler gehen zum ermitteln ins Stadion – mit den potenziellen Verdächtigen. Spätestens an dieser Stelle hätte Regisseur Marcus O. Rosenmüller eingreifen müssen: Die Kommissare diskutieren über den Fall und die Verdächtigen und diese laufen gerade einmal einen Meter davor. Man würde fast meinen, alle Menschen sind schwerhörig.“ „Die Charaktere bei ‚Einsatz in Hamburg‘ sind schlecht gezeichnet und können auch keine eigene Persönlichkeit vorweisen.“ „Da bringt es auch nichts mehr, dass grandiose Schauspieler wie Kostja Ullmann, Dietmar Bär und Sonsee Neu als Gastdarsteller engagiert wurden.“ Riedner riet davon ab sich den Film anzusehen und meinte: „wieso sollte man sich seine Zeit mit qualitativ schwachen Produktionen verschleudern?“
Tilmann P. Gangloff sah das etwas positiver und schrieb für tittelbach.tv: „Es gibt Sendeplätze, die ganz allein dafür sorgen können, dass man einen Sender sympathisch findet. Die Samstagskrimis im ZDF zum Beispiel kann man unbesorgt einschalten; die Filme sind mindestens sehenswert. Ihren ganzen Charme entwickeln sie aber erst, wenn man mit den Figuren vertraut ist und weiß, warum es etwa in ‚Einsatz in Hamburg‘ zwischen der Gerichtsmedizinerin Dr. Dunkel (Victoria Trautmansdorff) und Kommissarin Jenny Berlin (Aglaia Szyszkowitz) stets spürbar knistert.“ Daher ist auch diese Episode wieder „ein gut gemachter, unterhaltsamer Samstagabendkrimi.“
Auch die Fernsehzeitschrift TV Spielfilm gab dem Film eine positive Wertung (Daumen nach oben). Sie konstatierte: „Von einigen kurios-ungelenk inszenierten Actionszenen mal abgesehen“, handele es sich um „einen soliden Krimi mit viel Lokalkolorit. Richtig bissig wird der Film, wenn er eine radikalisierte Elterngeneration beschreibt, deren Altersabsicherung von der erfolgreichen Profisportkarriere der Kinder abhängt.“ Ergo: „Klares 1:0 für die sensible Polizistin!“.